# Þóra Borgarhjǫrtr
Þóra Borgarhjǫrtr ou Thora Borgarthiort (Vieux norrois: Þóra Borgarhjǫrtr, Thora Borgarhjört) est un personnage de la mythologie nordique, une épouse du roi Ragnar Lodbrok.

## Histoire
Dans les sagas scandinaves, Thora Borgarthiort est une des filles de Herrauðr, comte ou roi de Suède en l'an 800. Elle fut une épouse du roi viking semi-légendaire Ragnar Lodbrok, qui dût tuer un serpent pour gagner sa main.
Dans les légendes, son père Herrauðr, comte de Götaland, lui donna un petit lindworm qui grandit et devint un grand serpent qui encercla son boudoir. Son père promit la main de Thora à celui qui pourrait tuer ce serpent. Selon la Saga de Bósi et Herraud, le lindworm a éclos d'un œuf qu'Herrauðr avait pris en Bjarmland.
Ragnar Lodbrok alla au Västergötland, prit une lance et s'approcha du serpent. Le serpent projeta du poison vers lui, mais Ragnar se protégea avec son bouclier et ses vêtements. Il planta sa lance dans le cœur du serpent, coupa sa tête et épousa Thora.
Selon le Dit des fils de Ragnarr (Ragnarssona þáttr), ils eurent deux fils, Eiríkr et Agnar, qui seraient tous les deux morts lors de la bataille contre Eysteinn beli, comte de Suède. Cependant, avant que cela puisse arriver, Thora serait morte des conséquences d'une maladie. Ragnar se serait remarié à Aslaug (Aslög), la fille de Sigurd et Brynhildr.
La Geste des Danois de Saxo Grammaticus la présente de manière différente: Þóra serait la fille
de Heroth, roi de Gothie elle devient après Lagertha, la seconde épouse de Ragnarr à qui elle donne plusieurs fils :
- Rathbarth Ragnarsson ;
- Dunwat Ragnarsson ;
- Björn ;
- Sigurd Œil de Serpent Ragnarsson ;
- Agner Ragnarsson, tué lors d'une guerre contre Eysteinn beli ;
- Ivar Ragnarsson ;
- Halfdan Ier Ragnarsson.

## Sources
- (en) Rory McTurk, Studies in Ragnars saga loðbrókar and its Major Scandinavian Analogues (Oxford: La Société pour l'Étude des Langues et de la Littérature Médiévales, 1991)  (ISBN 978-0-907570-08-0).
- le poème Krákumál.
- Jean Renaud Textes traduits du norrois et postface Saga de Ragnarr aux Braies Velues suivie du Dit des fils de Ragnarr et du Chant de Kráka éditions Ancharsist, Toulouse, 2005  (ISBN 291477723X).
- la Geste des Danois (Gesta Danorum Livres I à IX) par Jean-Pierre Troadec présenté par François-Xavier Dillmann ; collection L'Aube des peuples, Gallimard, Paris (1995)  (ISBN 2070729036)  (Traduction française) .
- la Saga de Bósi et Herraud.